# MX vs. ATV Reflex
MX vs. ATV Reflex è un videogioco per PlayStation 3 e Xbox 360 del genere simulatore di guida pubblicato nel 2010.